# AZ Picerno
AZ Picerno, hay đơn giản là Picerno, là một câu lạc bộ bóng đá Ý, đại diện cho thị trấn Picerno, tỉnh Potenza, Basilicata.
Đội sẽ chơi ở Serie C vào năm 2019-20 trong lần đầu tiên trong lịch sử của câu lạc bộ, sau khi đã lên ngôi vô địch Serie D năm 2018.

## Lịch sử
Được thành lập vào năm 1973, AZ Picerno chủ yếu là một câu lạc bộ nghiệp dư thi đấu trong các giải đấu nhỏ của hệ thống bóng đá Ý trong suốt lịch sử của đội.
Câu lạc bộ đã gặp vận may nhờ Donato Curcio, một người địa phương di cư sang Hoa Kỳ vào những năm 1950, người đầu tiên quyên góp 1 triệu Euro cho một sân vận động bóng đá mới (đặt theo tên ông) ở Picerno, và sau đó bắt đầu đầu tư trực tiếp vào câu lạc bộ ở những năm sau 
Vào ngày 18 tháng 4 năm 2019, Picerno về mặt toán học đã có lần thăng hạng lịch sử đầu tiên của họ tới Serie C sau trận hòa 0-0 với Taranto đảm bảo cho họ vị trí đầu tiên tại Vòng H của Serie D.
Do những hạn chế đối với sân vận động bóng đá địa phương "Comunale Donato Curcio", không phù hợp với các trận đấu chuyên nghiệp, Picerno sẽ chơi các trận đấu trên sân nhà của họ trong mùa giải 2019-20 Serie C tại Stadio Alfredo Viviani ở Potenza lân cận.